# Blaaskwintet (Nielsen)
Het Blaaskwintet (FS 100), opus 43 is een compositie van de Deense componist Carl Nielsen. Binnen de Klassieke muziek uit de 20e eeuw is dit een van de belangrijkste en populairste blaaskwintetten geworden.

## Geschiedenis
In de herfst van 1921 hoort Carl Nielsen tijdens een telefoongesprek met pianist Christian Christiansen op de achtergrond Sinfonia concertante van Mozart. Christiansen is met zijn ensemble (het Kopenhagen Blaaskwintet) het werk aan het instuderen. Nielsen bezoekt dezelfde dag nog Christiansen om het werk van Mozart geheel te horen. Dat leverde zo’n inspiratie op dat Nielsen even later zou beginnen aan dit blaaskwintet. Het was een tijd stil geweest in dit genre en men (de blaaskwintetten) zaten te wachten op nieuw repertoire. Tijdens het schrijven van het blaaskwintet (februari tot april 1922) had Nielsen echter ook andere afspraken; dirigeren in Göteborg, Bremen en Kopenhagen. Nielsen was als pianist niet zo goed op de hoogte van de mogelijkheden van blazers en vroeg toen hij tijdens een van zijn concerten de althobo hoorde of het mogelijk was tijdens een uitvoering te wisselen van hobo naar althobo en terug. De hoboïst antwoordde positief en vandaar dat dit een van de weinige blaaskwintetten is, waarin gewisseld wordt van hobo naar althobo. De wisseling moet echter zo snel gebeuren dat de meeste hoboïsten de hoboïst in kwestie hebben (Christian Felumb) vervloekt. Een overgang tussen de instrumenten is wel te maken, als je voldoende tijd hebt het embouchure aan te passen; die tijd gunt Nielsen ze niet.

## Compositie
Het blaaskwintet beslaat vier delen:
1. Allegro ben moderato;
2. Menuet;
3. Prelude;
4. Thema en variaties.

Het blaaskwintet is zo populair geworden aangezien er (a) niet zo veel ander repertoire is en (b) omdat het in een tijd geschreven is dat de theoretische muziek zijn opwachting maakte. Het blaaskwintet is een juiste mix van de oude stijlen en de nieuwe; een samengang van melodieuze en nieuwe muziek. De musici houden van dit werk, omdat zij door de lange soli hun instrument ruimschoots aan het woord kunnen laten, terwijl dat niet ten koste gaat van de andere stemmen. Men denkt dat het blaaskwintet een portrettering is van de vijf musici, die de première zouden verzorgen; maar dat laat onverlet dat ook andere blazersensembles dit blaaskwintet een van de leuksten om te spelen vinden. Wellicht is het geen portret van de leden van het oorspronkelijke kwintet, maar van de instrumenten en het kwintet samen.

## Première
De première vond plaats op 30 april bij de familie Mannersheim thuis, vrienden van Nielsen; maar al snel volgde de officiële première op 9 oktober 1922 in Kopenhagen door het Kopenhagen Blaaskwintet:
- dwarsfluit: Paul Hageman
- klarinet: Aage Oxenvad (voor hem schreef Nielsen zijn klarinetconcert)
- (alt-)hobo:Christian Felumb
- fagot: Knud Lassen
- hoorn: Hans Sorensen.

## Andere blaaskwintetten
Tegelijk met Nielsen was ook Paul Hindemith bezig met zijn versie: Kleine Kamermuziek nr. 2; even later zouden Arnold Schönberg en Hanns Eisler hun blaaskwintet componeren. Hindemith neigt meer naar de neoklassieke stijl; Schönberg en Eisler naar de atonale stijl. Nielsen zit daar perfect tussen in.

## Bron en discografie
- Uitgave Dacapo; het Diamant Ensemble (bron), maar er zijn talloze opnamen van dit werk.